# Montbenoît
Montbenoît är en kommun i departementet Doubs i regionen Bourgogne-Franche-Comté i östra Frankrike. Kommunen ligger i kantonen Montbenoît som tillhör arrondissementet Pontarlier. År 2022 hade Montbenoît 399 invånare.

## Befolkningsutveckling
Antalet invånare i kommunen Montbenoît
| Referens: INSEE |

## Galleri

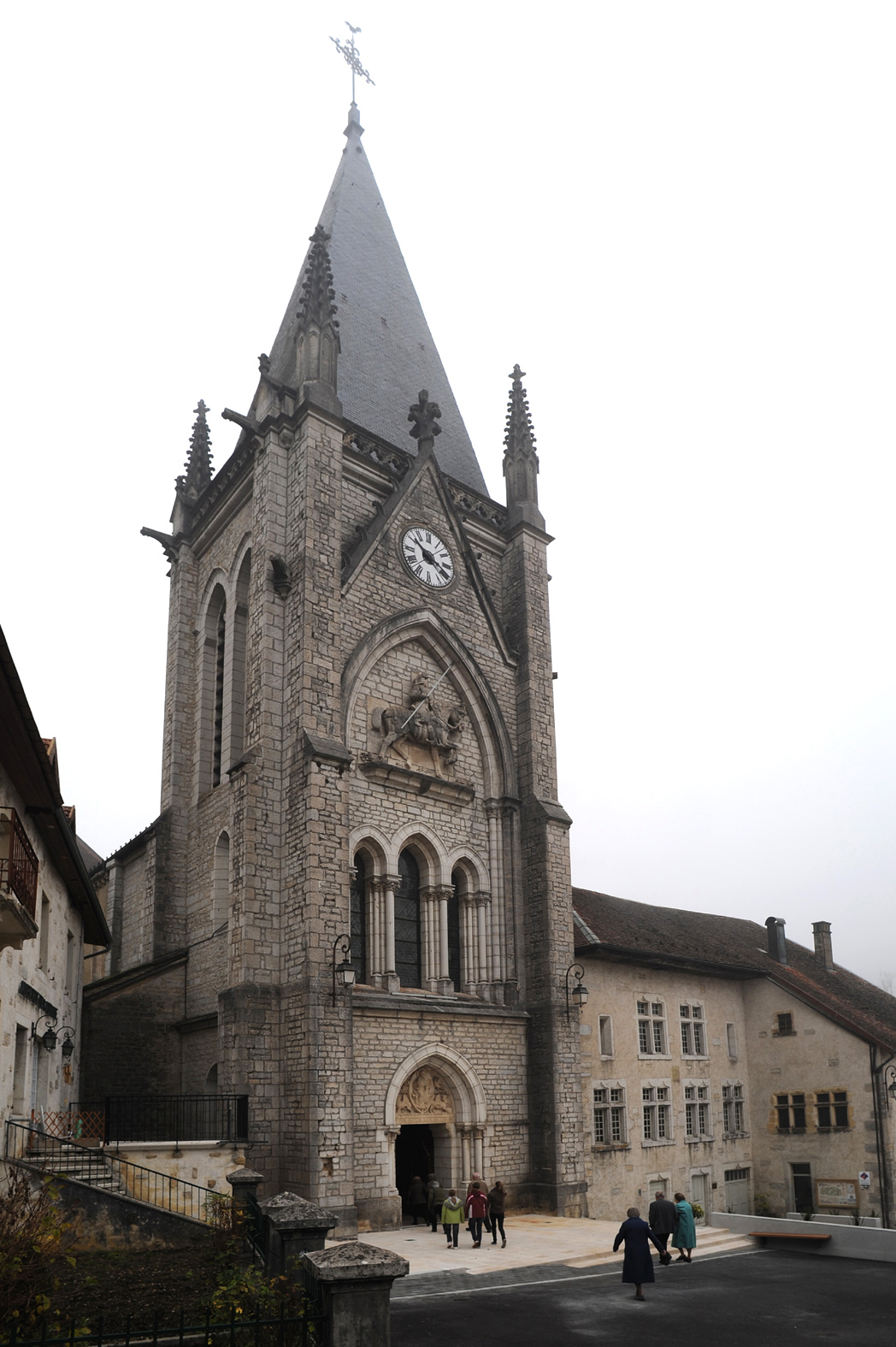
Kyrkan
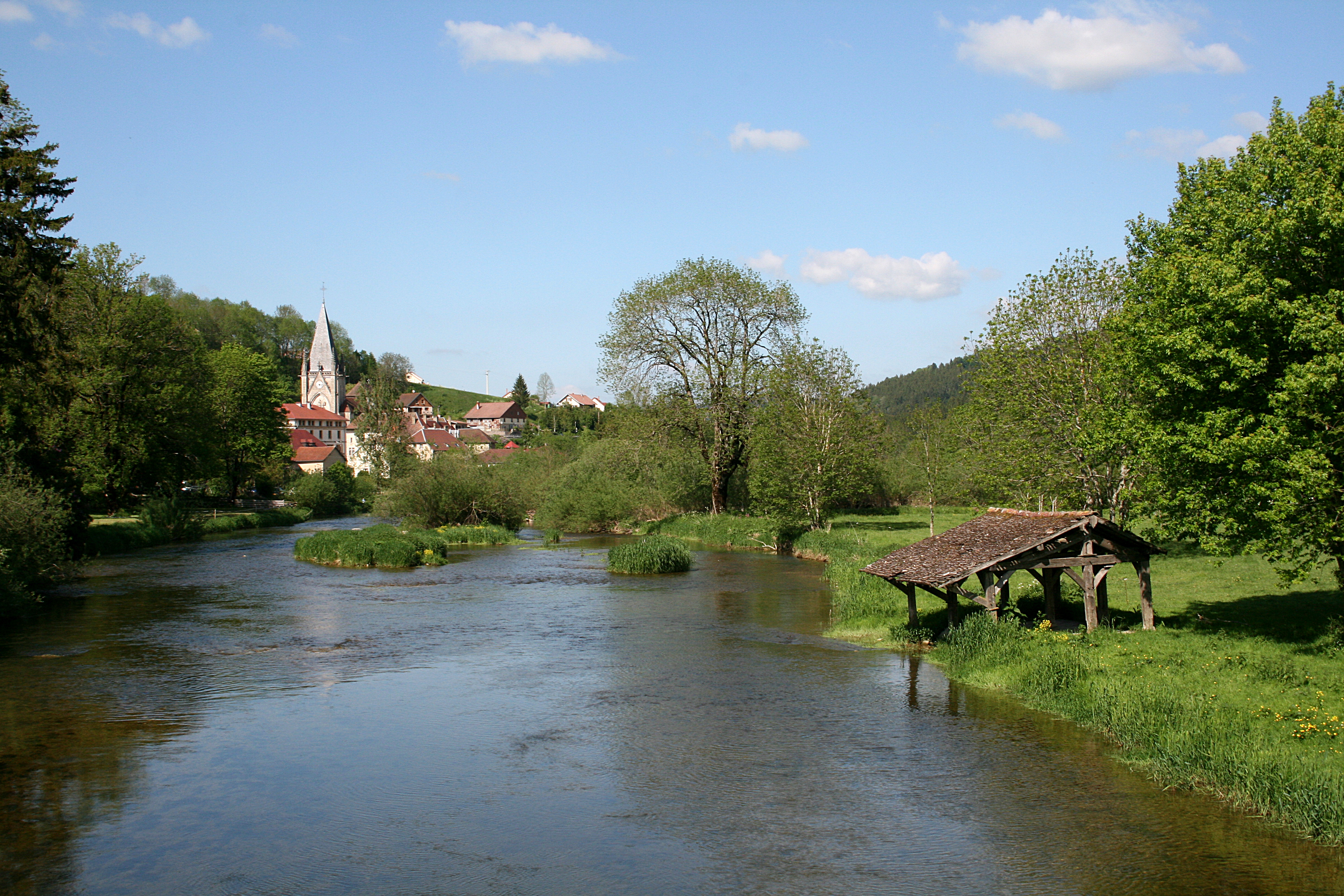